# Octavian Dogariu
Octavian Dogariu (n. 29 ianuarie 1947) este un fost deputat român în legislatura 1990-1992, ales în județul Timiș pe listele partidului FSN.